# Associazione Calcio Benevento 1949-1950
Questa voce raccoglie le informazioni riguardanti l'Associazione Calcio Benevento nelle competizioni ufficiali della stagione 1949-1950.

## Rosa
| N. |                   | Ruolo | Calciatore          |
| -- | ----------------- | ----- | ------------------- |
|    | Italia (bandiera) | D     | Domenico Carofiglio |
|    | Italia (bandiera) | D     | U. Colombo          |
|    | Italia (bandiera) | C     | A. Discepoli        |
|    | Italia (bandiera) | A     | Tommaso Galeotti    |
|    | Italia (bandiera) | C     | E. Gelsomino        |
|    | Italia (bandiera) | A     | F. Labbate          |
|    | Italia (bandiera) | C     | Guido Manfré        |
|    | Italia (bandiera) | P     | Francesco Mazzetti  |

| N. |                   | Ruolo | Calciatore        |
| -- | ----------------- | ----- | ----------------- |
|    | Italia (bandiera) | A     | Enzo Pastore      |
|    | Italia (bandiera) | C     | M. Saracino       |
|    | Italia (bandiera) | A     | R. Simoni         |
|    | Italia (bandiera) | D     | R. Susani         |
|    | Italia (bandiera) | C     | Oronzo Tamburrano |
|    | Italia (bandiera) | C     | Pasquale Trabucco |
|    | Italia (bandiera) | A     | Eugenio Zordan    |